# Geoffroy Lequatre

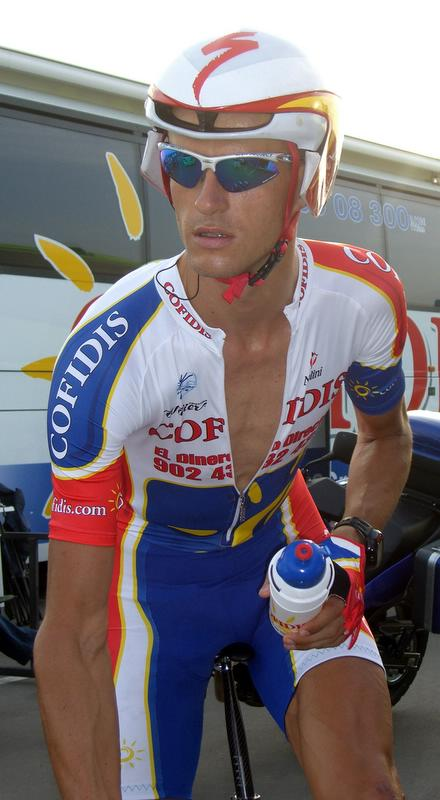
Geoffroy Lequatre (2006)

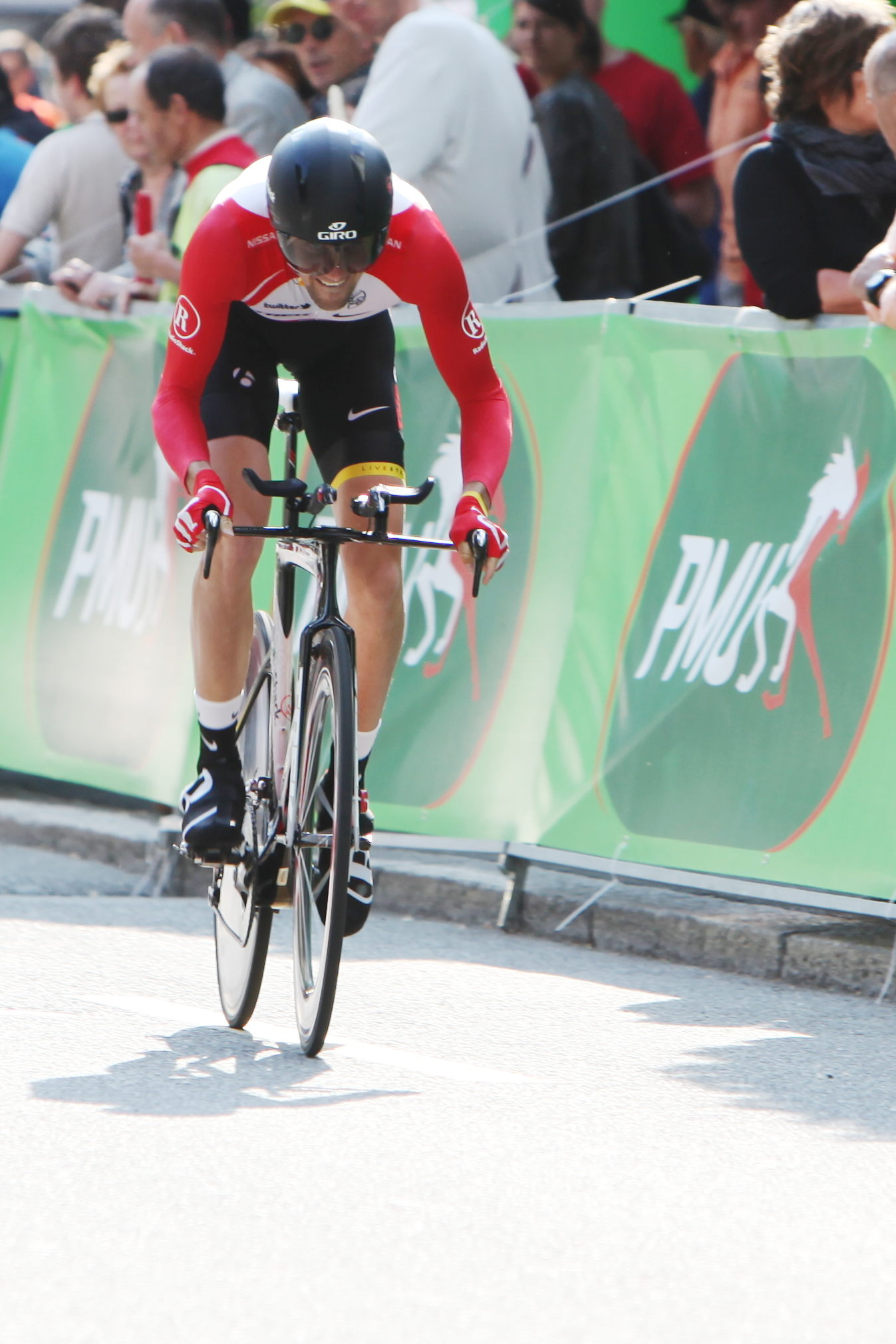
Geoffroy Lequatre bei der Tour de Romandie 2011

Geoffroy Lequatre (* 30. Juni 1981 in Pithiviers) ist ein ehemaliger französischer Radrennfahrer.

## Karriere
Geoffroy Lequatre begann seine Karriere 2004 bei dem französischen Radsportteam Crédit Agricole, nachdem er dort vorher zwei Jahre bei deren Farmteam gefahren ist. 2006 wechselte er zum  ProTeam Cofidis. Sein größter Karriereerfolg war der Gesamtsieg der Tour of Britain für das Team RadioShack. Er bestritt für verschiedene Mannschaften je dreimal die Tour de France und die Vuelta a España. Er konnte fünf dieser Grand Tours beenden, bevor er nach Ablauf der Saison 2013 seine internationale Karriere beendete.

## Erfolge
2008
- Gesamtwertung Tour of Britain

## Platzierung bei den Grand Tours
| Grand Tour            | 2006 | 2007 | 2008 | 2009 | 2010 | 2011 | 2013 | 2013 |
| --------------------- | ---- | ---- | ---- | ---- | ---- | ---- | ---- | ---- |
| Giro d’ItaliaGiro     | −    | −    | −    | −    | −    | −    | −    | −    |
| Tour de FranceTour    | −    | DNF  | 85   | 64   | −    | −    | −    | −    |
| Vuelta a EspañaVuelta | 103  | 98   | −    | −    | −    | 110  | −    | –    |

## Teams
- 2004–2005 Crédit Agricole
- 2006–2007 Cofidis-Le Crédit par Téléphone
- 2008–2009 Agritubel
- 2010–2011 Team RadioShack
- 2012 Bretagne-Schuller
- 2013 Bretagne-Séché Environnement